# トム・ペティット

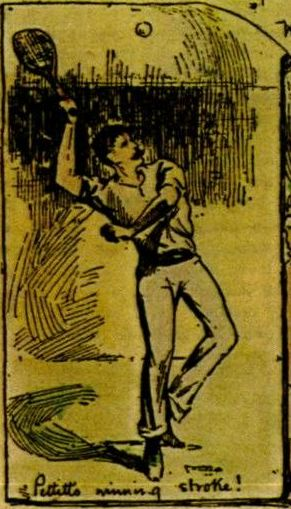
1890年、ダブリンで開催された世界選手権の様子を描いた挿絵；「ペティットのウィニングストローク！」のキャプションがある

トム・ペティット（Thomas "Tom" Pettitt, 1859年12月19日 - 1946年10月17日）は、アメリカで活躍したテニス選手。トーマス・ペティットの表記もある。1885年、リアルテニスの世界選手権に優勝、1890年に引退するまでそのタイトルを保持した。1982年、国際テニス殿堂入りした。
イングランド南東部、ベックナムに生まれる。十代のときに無一文でアメリカに渡り、マサチューセッツ州ボストンに建設された米国国内初のリアルテニスのコートで働きながら、テニスを習い覚えた。
1883年、アメリカを拠点とするテニスプレーヤーとしてイギリスを訪れ、英仏の著名な選手らと対戦を行った。1885年にはハンプトン・コートで行われた世界選手権において、それまでのタイトル保持者であったイギリスのジョージ・ランバートを破り、優勝した。1890年5月、イギリスのチャールズ・ソーンダースの挑戦を受け、アイルランドのダブリンで開催された世界選手権に臨み、タイトルを防衛した。その年の秋に引退を表明した。1898年、イギリスのピーター・レイサムに挑むため競技に復帰したが、現役の世界チャンピオンには力及ばず、大敗を喫した。
そのプレースタイルは、パワーと「勝利の窓」への正確な攻めを特徴としていた。ネヴィル・リットンはそれまでのテニスとは異なるスタイルを持っていたペティットを「革命的」、「ほとんどボルシェヴィキ主義者のようだった」と評し、「打つボールがちゃんと視野に入ったら、そいつを強くひっぱたくんだ（When I get a fair sight of the ball I hit it, and I hit it damned hard.）」というペティットの言葉を引用している。この時代のテニスの変革におけるペティットの功績について慎重な立場をとるノーエルとクラークも、彼が「すばらしい強打をテニスにもたらした」点は認めている。
1927年までボストン・テニス・アンド・ラケッツ・クラブでティーチングプロフェッショナルを務め、ロードアイランド州ニューポートのニューポート・カジノでは、テニスコーチ、のちに監督者として65年間を過ごした。ローンテニス黎明期のプレイヤーの一人であり、指導も行った。1946年10月17日朝、ニューポートの病院で病のため没した。
特徴的な口ひげで知られたほか、ハンディキャップをつけるため、ローラースケートをはいてプレーしたり、ラケットの代わりにシャンパンの瓶や椅子の肘掛け部分を使ったりしたという逸話がある。

## 註
1. ↑  1924年に『テニスの歴史（A History of Tennis）を著したノーエルとクラークは、ペティットを1860年生まれとしている。cf. ノーエルとクラーク、pp. 141, 157.
2. ↑  1946年10月18日付けのニューヨーク・タイムズの訃報によると「1873年」、ダンジグのThe Royal & Ancient Game of Tennisによると「1876年」。ダンジグはこのときのペティットの年齢を「12歳」としているが、国際テニス殿堂のプロフィールでは「17歳」となっている。cf.“Hall of Famers: Thomas Pettitt "Tom"” (英語). International Tennis Hall of Fame. 2009年5月22日閲覧。
3. ↑  ノーエルとクラーク、pp. 157 - 158.
4. ↑  Danzig, The Royal & Ancient Game of Tennis.「勝利の窓」とはリアルテニスのコートに備え付けられたいくつかの開口部を指し、これらの部分にボールを打ち込むと得点できる。
5. ↑  "Thomas Pettitt, 86, Once Tennis Star", The New York Times.
6. ↑  ノーエルとクラーク、p. 158.
7. ↑  タイム誌は「66年間」としている。cf. "Died. Thomas ("Tom") Pettitt", Time.